# Alone Again, Natura-Diddily
Alone Again, Natura-Diddily, llamado Solito otra vez naturalmente en España y Solo nuevamentirijillo en Hispanoamérica, es un episodio perteneciente a la undécima temporada de la serie animada Los Simpson, estrenado en Estados Unidos por la cadena FOX el 23 de abril de 2000. El guion fue escrito por Ian Maxtone-Graham y dirigido por Jim Reardon, y la estrella invitada fue Shawn Colvin como Rachel Jordan, en su primera aparición en el programa. En el episodio, Maude Flanders, la esposa de Ned, muere, por lo que este debe aprender a vivir sin ella.

## Sinopsis
En un viaje al santuario de aves, la familia Simpson ve que una nueva pista de autos de carrera se había inaugurado en Springfield, por lo que son invitados a ver una carrera. La familia va a las tribunas y se sorprenden de ver a la familia Flanders, quien no habían ido por la carrera, sino por el alto nivel de seguridad que había. Poco después, un grupo de animadoras llega y anuncia que regalarán camisetas, disparándolas enrolladas desde una especie de cañón. Homer pide una camiseta, luego se quita la que tenía puesta, y agita la barriga. Detrás de él estaban Ned y Maude Flanders; irritada por Homer, Maude va a comprar comida. Homer dibuja con kétchup un blanco sobre su vientre, logrando así la atención de las porristas. Todas ellas lanzan camisetas al mismo tiempo en la dirección de Homer, pero este, a último momento, se recoge para tomar un alfiler del suelo. Las camisetas empujan a Maude, que llegaba en ese momento, y la arrojan desde la cima de las tribunas hacia el suelo. El Dr. Hibbert, presente en el lugar, declara a Maude como muerta el 23 de abril de 2000.
El Reverendo Lovejoy, en el funeral, dice de Maude: "En diversas maneras, Maude Flanders era importante en nuestras vidas. No llamó nuestra atención con frases memorables o recuerdos cómicos, pero, se diera uno cuenta o no, ella siempre estaba ahí... y pensamos que siempre lo estaría".
Todos les muestran sus condolencias a Ned, pero él debe luchar con el hecho de ser viudo y un padre solitario. Homer, en secreto, hace una cinta con la vida de Ned Flanders para mostrárselo a las mujeres solteras de Springfield interesadas en conseguir marido, para ayudarlo, pero las citas fracasan.
Una mañana de domingo, Ned Flanders dice que no quiere ir a la iglesia, porque había comenzado a dudar de Dios por haberse llevado a Maude. Sin embargo, más tarde, sintiéndose culpable, va muy rápido a la iglesia (disculpándose con Dios en voz alta) y ve una banda de rock cristiano, Kovenan†, tocando allí. Viendo a la banda, se siente atraído, física y espiritualmente, por la cantante, Rachel Jordan. Rachel invita a Ned a tomar un café, pero él no se siente preparado para salir con otra dama, por lo que decide verse en otra ocasión pero nuevamente retoma su vida a pesar de su viudez, terminando así el episodio.
En los créditos finales, se oye cantar a Rachel.